# 755. grenadirski polk (Wehrmacht)
755. grenadirski polk (izvirno nemško 755. Grenadier-Regiment; kratica 755. GR) je bil pehotni polk Heera v času druge svetovne vojne.

## Zgodovina
Polk je bil ustanovljen 25. novembra 1942 za potrebe 334. pehotne divizije. Maja 1943 je bil uničen v Afriki.
Ponovno je bil ustanovljen 5. junija 1943 v Franciji.